# 僧正の積木唄
『僧正の積木唄』（そうじょうのつみきうた、The bishop murder case, again）は、山田正紀による日本の推理小説。
横溝正史の生誕100年目である2002年に、本格ミステリ・マスターズの第1作として書かれた、若き日の金田一耕助を主人公とした作品である。『本陣殺人事件』の「サンフランシスコで発生した奇妙な殺人事件を解決した」という一節を元にして書かれている。またヴァン・ダインの代表作の1つ『僧正殺人事件』の後日談にもなっており、ファイロ・ヴァンスの他、ヴァン・ダインの作品の登場人物たちも複数登場している。
本作では、『僧正殺人事件』においてファイロ・ヴァンスが披露した推理のうち、4番目の事件や連続殺人犯・僧正の正体について金田一耕助が別の解釈を提示している。
なお、本作は「週刊文春ミステリーベスト10」2002年度国内編で8位、「本格ミステリ・ベスト10」2003年版国内編で6位、および「本格ミステリこれがベストだ! 本格ミステリ10選」の2003年版に、それぞれ選ばれている。

## あらすじ
数学者シガード・アーネッソンが殺害された。爆弾で吹き飛ばされた挙句、首を斬り落とされた惨殺死体となって発見されたのだ。そして、現場となったディラード邸の郵便受けには、マザー・グースの替え歌が書かれた手紙が入っており、そこには「僧正」の署名が記されていた。これが「僧正殺人事件2 (The bishop murder case, again)」の始まりであった。
僧正殺人事件2の犯人として検挙されたのは1人の日本人。1930年代の黄禍論が渦巻くアメリカで、阿片に耽溺していた若者が、アメリカ人からの憎悪と偏見に苦しむ日系人たちを救うために立ち上がった。若者の名は金田一耕助。日本人への蔑視や様々な妨害に遭いながら、若き日の金田一が難事件に挑む。

## 登場人物
金田一 耕助（きんだいち こうすけ）
主人公。本作の探偵役で、人懐こい笑顔が特徴の若者。洋服が全くといっていいほど似合わず、洋装が悪目立ちするため難儀している。
久保 銀造（くぼ ぎんぞう）
岡山県の果樹園経営者。事業拡大のため、日米間を足しげく通っている。
青野 宋月（あおの そうげつ）
日本人街（リトル・トウキョウ）にある禅窟「修渓庵」の住職。臨済宗の僧侶で、アメリカに禅を伝えるためにニューヨークに渡り、そこで知遇を得た比奈惟貴の援助で禅窟を開いた。
比奈 惟貴（ひな これたか）
故人。高名な物理学者にして資産家。イェール大学で長年教授をつとめ、バートランド・ディラード教授とも昵懇の仲であった。
比奈 和貴（ひな かずたか）
比奈惟貴の長男。42歳。第一次世界大戦に参戦し、その際に右腕と右目を失う。彼の友人長谷川海太郎は、和貴をモデルにして『丹下左膳』を著す。
比奈 継貴（ひな つぐたか）
比奈惟貴の次男。29歳。JACLニューヨーク支部の世話役を務める。
ナオミ・デュボア
バートランド・ディラード邸の近所に住むユダヤ人女性。
リナ・ターナ
親日家の女性弁護士。比奈惟貴の顧問弁護士を務める。マンハッタン在住。母親はフィリピン・マニラ出身の欧亜混血。
橋本 孝則（はしもと たかのり） / タカノリ ハシモト
『僧正殺人事件』に登場した、ジョン・パーディーの家で働いていた「日本人の召使い」。薩摩藩出身で士族の生まれ。「僧正殺人事件2」の犯人として逮捕、起訴される。
沢口 栄作
日系2世。JACLニューヨーク支部の一員。
井村 孝雄
日系2世。JACLニューヨーク支部の一員。
お鯉（おこい）
ニューヨークの軍港芸妓。
ルーシー・カーコットン
リナの事務所で働く新米弁護士。
ピンカートン・オプ
私立探偵。年齢40代、体重190ポンドほどの肥った小男。
シガード・アーネッソン
『僧正殺人事件』の関係者。ノーベル賞を受賞した数学者で、オスロ大学の教授。
ジョン・F・X・マーカム
地方検事。「僧正殺人事件2」を、知事選への足がかりにしようと目論む。
アーネスト・ヒース
ニューヨーク警察本部強力犯罪課の部長刑事。
ファイロ・ヴァンス
素人の探偵。マーカム地方検事の友人。
エマヌエル・ドアマス
主席検死官。

## 作品中のマザー・グース
ジャックが建てた家
アーネッソンが殺害されたディラード邸の郵便受けに、この唄の替え歌が書かれた手紙が入っていた。「ジャックが建てた家」が「ジャップが建てた家」に替えられている。
フィー、フィ、フォ、ファム
この唄の替え歌が書かれた用紙を金田一が見つけたもので、最初はこの替え歌がアーネッソン殺しに用いられる予定であった。「英国人（イングリッシュマン）の血の匂いがするぞ」が「アーネッソンの血の匂いがするぞ」に替えられている。
霊柩車が通ってゆくが
ナオミ・デュポア殺しの現場で、この唄の替え歌が書かれた便箋を金田一が見つけたもので、最終節の「お棺が壊れようが誰も気にしない」が「おまえが壊れようが誰も気にしない」に替えられている。唄の第3節「おまえは大きな白いシーツにくるまれて」が章題にも用いられており、ナオミが着ていた白い部屋着が大きなシーツに見えたことを示している。

## 用語
比奈屋敷（ひなやしき）
鉄筋コンクリート造りの4階建ての建物で、2つの同じ建物が並んでいるようにも見える屋敷。外塀には多くの植物や干支の動物・霊獣をあしらった金胎両部・両界曼荼羅をモチーフにしたレリーフが施されている。宋月禅師が変死していた茶室は、この屋敷の3階にある。
JACL（ジャパニーズ・アメリカン・シチズンズ・リーグ） / 日系アメリカ市民協会
日系アメリカ人たちによる協会。差別されることの多い日系人の地位を高めようと努力している、若い日系2世たちが中心となっている。アメリカの各都市で組織された2世クラブの代表がシアトルに集まって結成された。

## 書誌情報
- 僧正の積木唄（単行本、文芸春秋刊 2002年8月発売） ISBN 4-16-321160-8
- 僧正の積木唄（文春文庫 2005年11月10日発売） ISBN 4-16-728407-3